# Eilandbrug
Die Eilandbrug (deutsch Inselbrücke) ist eine Straßenbrücke über die IJssel im Nordwesten der Stadt Kampen, in der Provinz Overijssel der Niederlande. Für die Flussquerung kurz vor dem Ketelmeer wurde eine Kombination aus Schrägseilbrücke und Balkenbrücke gewählt, wobei man in die Südseite zusätzlich eine Klappbrücke integrierte. Die Brücke führt seit ihrer Eröffnung im Januar 2003 zwei Fahrstreifen der Kraftfahrstraße Autoweg N50, die die Verlängerung der Autobahn Rijksweg 50 vom Autobahnkreuz Hattemerbroek zur Stadt Emmeloord ist.

## Geschichte

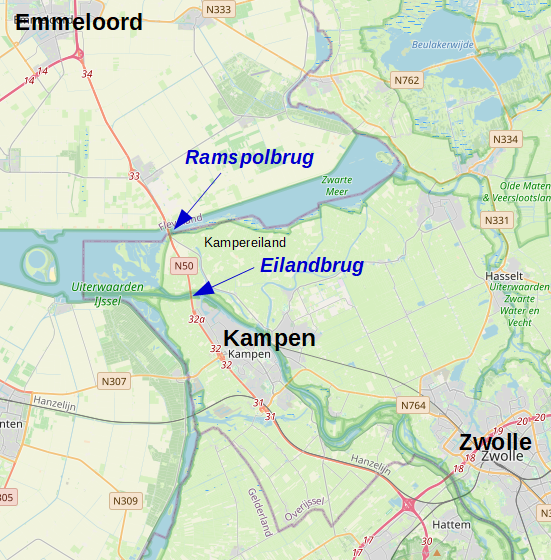
Verlauf der N50 mit der Eilandbrug und Ramspolbrug

In den 1980er Jahren begann man mit dem Bau der Verlängerung der von Eindhoven im Osten bis nach Zwolle im Zentrum der Niederlande verlaufenden Autobahn Rijksweg 50 (A50) nach Norden zur Stadt Emmeloord, die die Verbindung über die Fernstraße N765 ersetzen sollte. Beginnend vom Autobahnkreuz Hattemerbroek wurde das neue Teilstück als Kraftfahrstraße unter der Bezeichnung Autoweg N50 gebaut. Die Trassierung führt westlich an der Stadt Kampen vorbei und quert dann die IJssel und vor dem Schlauchdamm bei Ramspol die Verbindung zwischen dem Ketelmeer und dem Zwarte Meer (Ramsdiep und Ramsgeul). Sie verläuft dann weiter nach Norden bis zur Anschlussstelle an die Rijksweg 6 (A6) südlich von Emmeloord auf dem Noordoostpolder. Für die beiden Flussquerungen war der Bau neuer Brücken notwendig, die mit der Eilandbrug 2003 und mit der Ramspolbrug 2012 fertiggestellt wurden, wobei letztere eine Brücke der N765 aus den 1940er Jahren ersetzte.
Der Architekt Hans van Heeswijk entwarf für Rijkswaterstaat die Eilandbrug über die IJssel und wählte dafür eine Kombination aus Schrägseilbrücke und Balkenbrücke. Die unsymmetrische einhüftige Schrägseilbrücke überspannt den nördlichen Teil und bietet mit einer lichten Höhe von 14 Metern eine ausreichende Durchfahrtshöhe für die Binnenschifffahrt. Um auch die Passage von größeren Segelschiffen zu ermöglichen, wurde auf der Südseite eine Klappbrücke integriert, an die sich die Vorlandbrücke anschließt. Die Bauarbeiten an der Gründung des Pylons begannen im August 2000 und die Brücke wurde im Dezember 2002 fertiggestellt. Generalunternehmer für das Bauprojekt war Hollandia B.V. und lieferte die Stahlkonstruktion für die Haupt- und Klappbrücke. Die Subunternehmer Arge Hegeman Nijverdal B.V. und Strukton Betonbouw B.V. erbrachten die weiteren Leistungen. Die Eröffnung der Brücke fand am 21. Januar 2003 statt.

## Beschreibung

### Schrägseilbrücke (Nordseite)

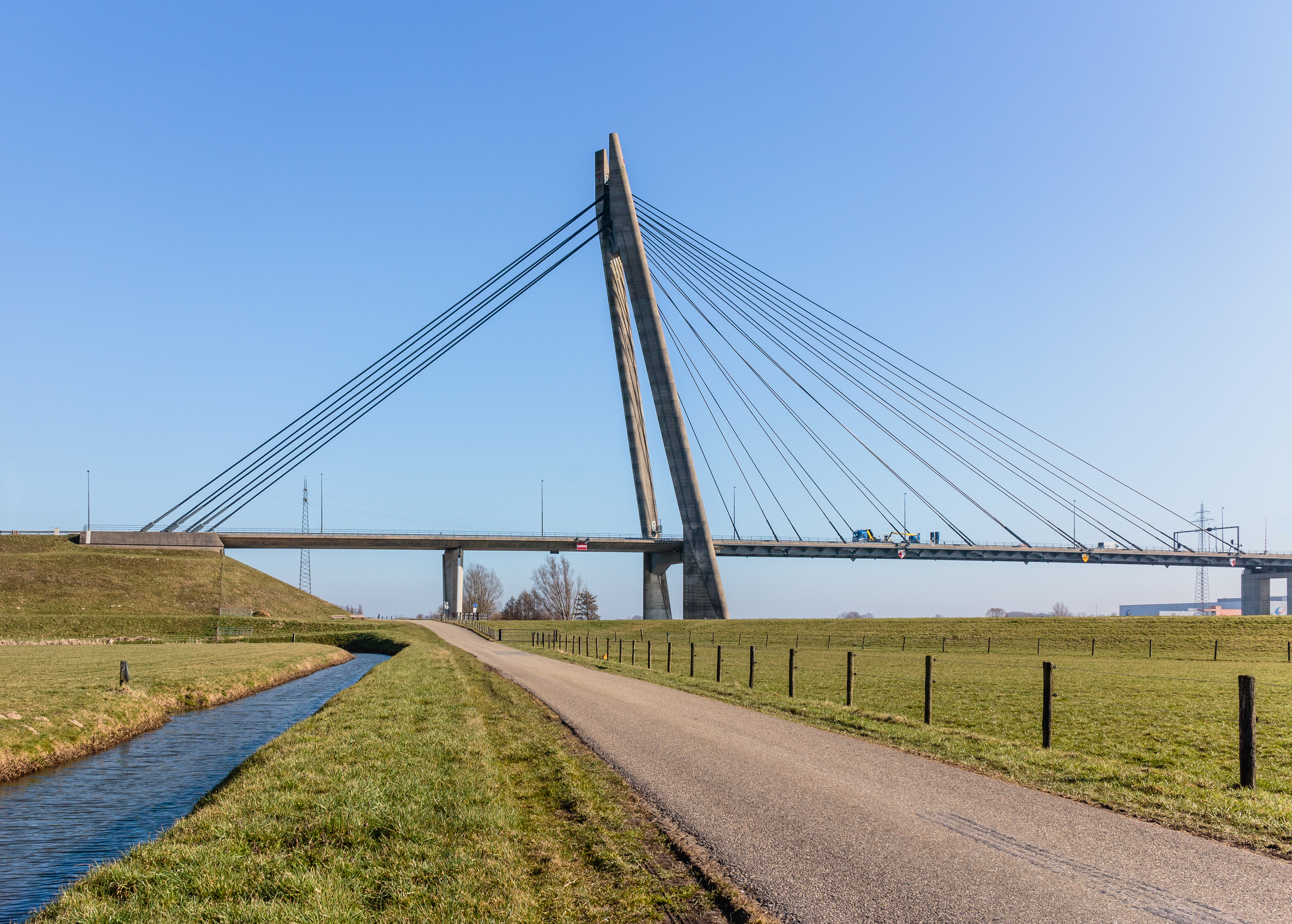
Einhüftige rückverankerte Schrägseilbrücke der Nordseite

Die etwa 230 m lange Schrägseilbrücke der Nordseite ist als einhüftige rückverankerte Variante ausgeführt, wobei die Schrägseile nur das 150 m lange Brückendeck über dem Fluss tragen, das aus Vollwandträgern aus Stahl besteht. Das Gewicht des Trägers wird durch das nördliche Widerlager kompensiert, das als Ankerblock fungiert. Der 93,4 m hohe A-Pylon ist 13° zur Landseite geneigt und hat den Querträger unterhalb des Brückendecks. In der Querwand an der Spitze sind die Schrägseile verankert. Das Brückendeck wird von 2 × 9 im Fächersystem angeordneten Seilen getragen, mit Längen zwischen 68 m und 165 m. Zur Rückverankerung dienen 2 × 3 parallel in Richtung Ankerblock verlaufende Seile mit etwas über 100 m Länge. Das landseitige Brückendeck besteht aus zwei Spannbeton-Balkenträgern die zusätzlich von einem mittleren Stahlbeton-Pfeiler getragen werden und Spannweiten von 39 m zum Widerlager und 43 m zum Pylon hin besitzen.

### Balkenbrücke mit Klappbrücke (Südseite)
Die Südseite besteht aus vier Brückenfeldern mit einer Gesamtlänge von etwa 160 m. An die Schrägseilbrücke schließt sich eine 24 m lange Klappbrücke an. Der Drehpunkt des Stahlträgers ist hinter die Pfeilermittelachse zurückversetzt, wodurch das als Betonzylinder ausgeführte Gegengewicht im geöffneten Zustand nicht in den Pfeiler rotieren muss und zudem eine größere Durchfahrtsbreite erreicht wird. Das Heben und Senken des Brückenträgers benötigt etwa zwei Minuten und erfolgt durch zwei Hydraulikzylinder im Brückenpfeiler, die durch eine großflächige Glaswand an der Innenseite sichtbar sind. Auf die Klappbrücke folgen drei Spannbeton-Balkenträger mit Spannweiten von 45 m, 48 m und 44 m Länge. Getragen werden die vier Brückenfelder von vier Stahlbetonpfeilern und dem südlichen Widerlager.
Die Angaben zur Gesamtlänge der Brücke variieren zwischen 381 m und 412 m, wobei die Unterschiede durch die Mitzählung der Länge der Widerlager verursacht wird, die zur Gesamtspannweite nicht beitragen. Gerade auf der Nordseite erreicht das als Ankerblock fungierende Widerlager beträchtliche Ausmaße und wird teils zur Gesamtlänge dazugerechnet. Die Breite des Fahrbahnträgers beträgt 19 m auf den Spannbetonträgern und 20 m auf den Stahlträgern, was den späteren Ausbau von derzeit zwei auf drei Fahrstreifen ermöglicht.